# Guild Wars (serie)

Il logo della serie

Guild Wars è una serie di videogiochi on-line ambientati in un mondo fantasy medioevale, sviluppata da ArenaNet e costituita da 3 campagne (Prophecies, Factions e Nightfall) ed una espansione (Guild Wars: Eye of the North). Nel 2012 è uscito il secondo capitolo, Guild Wars 2.
Si tratta di un CORPG senza quota mensile (si paga solo il videogioco) e tradotto nelle principali lingue, italiano compreso.
Nel marzo 2009 la serie di Guild Wars (nelle varie campagne) ha superato i 6 milioni di copie vendute in tutto il mondo.

## Caratteristiche principali
Guild Wars non è propriamente un MMORPG, ma è stato definito dai suoi stessi sviluppatori CORPG, cioè Competitive Online Role-Playing Game.
È possibile giocare in due diverse modalità: PvP (Player Versus Player, cioè Giocatore contro giocatore) e PvE (Player Versus Environment, cioè Giocatore contro ambiente).
Nel PvP il giocatore combatterà in squadra con altre persone o da solo contro personaggi controllati non dal computer ma da altri utenti.
Il PvE è invece una modalità dove i nemici non saranno altri giocatori, ma Mob, mostri controllati dalla IA).  tre campagne possiedono ognuna una trama e dei luoghi diversi, tuttavia un giocatore che possiede più campagne può far giocare le storie a tutti i suoi personaggi.
Oltre che utile a sbloccare gli oggetti e le abilità per il PvP, le campagne PvE sono giocabili ed interessanti, anche per la possibilità data ai giocatori di cooperare nello svolgersi delle missioni (chiamate appunto coop). Esistono gilde nel gioco che nascono esclusivamente per cooperare nel PvE.

## I videogiochi

### Episodi principali
- Guild Wars: Prophecies (28 aprile 2005)
- Guild Wars: Factions  (28 aprile 2006)
- Guild Wars: Nightfall (27 ottobre 2006)
- Guild Wars 2 (28 agosto 2012)

### Espansioni
- Guild Wars: Eye of the North (31 agosto 2007)

## Accoglienza
| Gioco            | Metacritic |
| ---------------- | ---------- |
| Prophecies       | 89         |
| Factions         | 84         |
| Nightfall        | 84         |
| Eye of the North | 79         |
| Guild Wars 2     | 90         |

La serie di Guild Wars ha ottenuto ottimi riscontri da parte della critica specializzata, ed ogni episodio che la costituisce è stato generalmente apprezzato.
Guild Wars Prophecies venne accolto con entusiasmo da Multiplayer.it, che ne lodò l'innovazione del sistema di gioco, la trama non accessoria ma sempre in primo piano, il comparto grafico, l'assenza di canone mensile, e premiò il gioco con una valutazione di 9.4 su 10. SpazioGames valutò il gioco con un 9.0, apprezzandone l'ambientazione, la trama, le tante abilità per i personaggi, e la mancanza di un abbonamento mensile, mentre EveryEye.it, che lo accolse molto positivamente con un 9 su 10, apprezzò il riuscito miscuglio tra RPG Online e Action RPG proposto dal gioco.
Guild Wars Factions venne molto apprezzato da GameSpot, che lo valutò con un 8.5 su 10, e ne lodò l'enorme mondo di gioco, l'azione cooperativa, le nuove modalità e missioni aggiunte, e l'aspetto tecnico in generale. IGN lo valutò con un 8.5 su 10, apprezzandone la grafica, il sonoro, il gameplay, l'interfaccia di gioco, gli utili tutorial, e i rapidi caricamenti.
Guild Wars Nightfall fu accolto molto positivamente da GameSource, che definì il titolo valido e meritevole, raccomandandolo caldamente ai giocatori. PC Gamer lo giudicò il migliore tra i primi tre capitoli, affibbiandogli una valutazione di 90, mentre GameWatcher lo definì un grande capitolo, apprezzandone le novità introdotte.
Guild Wars: Eye of the North fu accolto molto bene dai critici, sebbene rappresenti il titolo della serie con il minor punteggio raggiunto. Di questo capitolo vennero apprezzati i tre nuovi minigiochi introdotti, e la qualità generale della produzione, mentre venne criticato il sistema di ricompense.
Guild Wars 2 ottenne vari riconoscimenti importanti da parte dei critici: la rivista TIME lo definì il miglior videogame del 2012, mentre GameSpot lo nominò "Gioco per PC dell'anno"; IGN lo giudicò miglior gioco per PC, miglior MMO, e gioco per PC con la miglior grafica dell'anno, e Destructoid lo elesse a miglior gioco di ruolo del 2012. Ten Ton Hammer e GameInformer lo definirono miglior MMO del 2012, mentre NBCNEWS.com ne premiò la direzione artistica.